# Ovilio Pratesi
Ovilio Pratesi (Roccalbegna, 25 marzo 1928 – Roquebrune-Cap-Martin, 21 ottobre 2018) è stato un calciatore italiano naturalizzato francese, di ruolo attaccante.

## Carriera
Nato in Italia, Pratesi acquisì la cittadinanza francese nel 1947.
Esordisce tra i professionisti nella stagione 1949-1950 con la maglia del Monaco, con cui realizza 3 reti in 9 presenze nella seconda divisione francese; nella stagione 1950-1951 disputa invece 4 partite senza mai segnare, restando poi in squadra anche nelle stagioni 1951-1952 e 1952-1953, entrambe in seconda divisione, nelle quali non viene mai schierato in partite di campionato. Nella stagione 1953-1954, in seguito alla promozione conquistata dai biancorossi nella stagione precedente, esordisce nella prima divisione francese, campionato in cui gioca 9 partite senza mai segnare; nel campionato successivo gioca poi altre 4 partite, mentre nel campionato 1955-1956, che la sua squadra termina al terzo posto in classifica con 2 punti di distacco dal Nizza campione nazionale, gioca 6 partite e segna 2 reti, le sue uniche in carriera in prima divisione. A fine stagione lascia il Monaco, con un bilancio complessivo di 34 presenze e 5 reti in competizioni ufficiali (oltre a presenze e reti in campionato, nel corso degli anni aveva giocato anche una partita in Coppa di Francia ed una nella Coppa Charles Drago).